# W80
Pour les articles homonymes, voir W80 (homonymie).

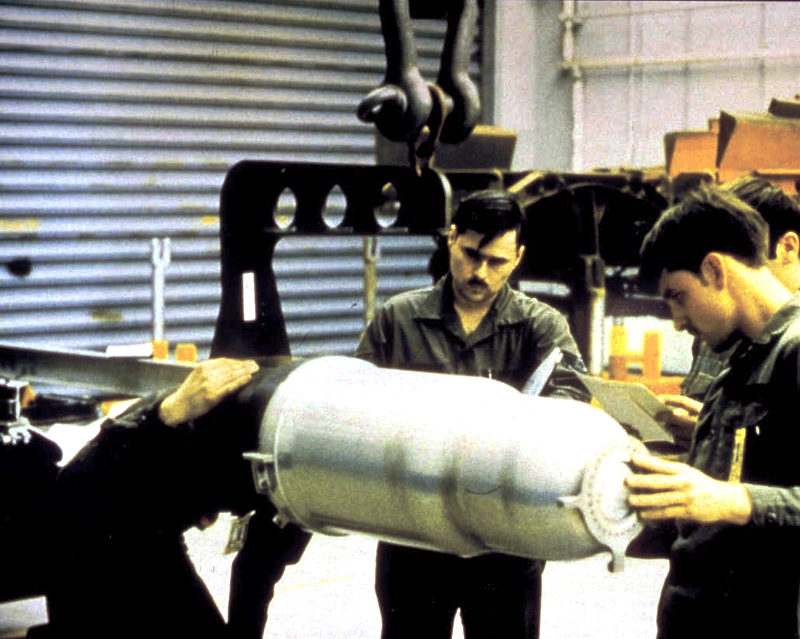
« Emballage » de la W80.

La W80 est une ogive atomique américaine qui est en service depuis le début des années 1980.

## Description
Elle a été conçue pour être déployée à bord de missiles de croisière. Elle est embarquée sur la plupart des missiles ALCM, ACM et Tomahawk. Elle est une variante de la B61, qui a servi de modèle de base de la plupart des armes atomiques américaines en service au XXIe siècle. L'ogive W84, très semblable dans sa conception, était embarquée à bord du missile Gryphon.
Le Laboratoire national de Los Alamos a commencé le développement de la W80 en juin 1976. Il a fabriqué une ogive personnalisée pour des missiles de croisière en fabrication. La principale différence entre la B61 et la W80 tient à son emballage et à l'élimination de la puissance explosive de 0,3 kt (la B61 avait probablement besoin de cette puissance pour les explosions sous-marines, ce que la W80 n'est pas destinée à faire).
La fabrication de la W80 Modèle 1 (W80-1 ou Mod 1) pour armer les ALCM a débuté en janvier 1979 et plusieurs ogives étaient complètement montées en janvier 1981 pour subir des tests à basses températures. À la surprise générale, la puissance explosive dégagée était plus basse que prévu, probablement à cause de problèmes provenant du TATB, un explosif à haute puissance utilisé pour enclencher la réaction en chaîne dans le primaire. Ce problème était aussi présent dans plusieurs explosifs dérivés de la B61, ce qui a causé un arrêt temporaire dans la fabrication de tous les explosifs. Une fois le problème résolu, la fabrication a recommencé en février 1982. 
En mars 1982, les concepteurs ont commencé à travailler sur une variante de la W80 destinée aux missiles Tomahawk de l'US Navy. La W80 Modèle 0 (W80-0 ou Mod 0) contenait du plutonium de haute qualité dans le primaire au lieu du plutonium courant. Les premières ogives furent livrées en décembre 1983 et la fabrication à plus grande échelle a débuté en mars 1984.
La fabrication des ogives W80 était complète en septembre 1990, mais les dates exactes de fin de fabrication des Mod 0 et Mod 1 sont incertaines. 1750 Mod 1 et 367 Mod 0 furent livrées, 1 000 Mod 1 furent embarquées dans les ALCM, 400 autres dans les ACM et 350 Mod 0 dans les Tomahawk.
Un certain nombre d'ALCM qui emportaient le Mod 1 ont été modifiés pour embarquer plutôt des ogives conventionnelles (elles sont alors dénommées CALCM). À la suite des accords START II, seulement 400 ACM pouvaient emporter une ogive atomique. Les ogives atomiques inutilisées font probablement partie du stock d'armes. Cependant, avec le rejet de START II, il n'est pas clair de ce qu'il adviendra des ogives remisées. Les Mod 0, embarquées à bord des Tomahawk, sont en 2008 entreposées, mais il y a des plans pour en faire l'arme atomique principale de l'US Navy.
Comparée à d'autres armes atomiques, la W80 est physiquement plus petite. L'« emballage » possède des dimensions semblables à la bombe conventionnelle Mk 81 : elle pèse 290 livres (113 kg), a un diamètre de 11,8 pouces et une longueur de 31,4 pouces.
Elle a une puissance explosive se situant entre 5 et 150 kilotonnes. Les artificiers ont la possibilité de choisir la puissance explosive alors que le missile porteur se déplace.
Le 30 août 2007, six missiles de croisière armés de W80-1 furent chargés par erreur à bord d'un B-52 et amenés de la Minot Air Force Base à Barksdale Air Force Base pour les désarmer. L'erreur fut découverte à l'arrivée, faisant apparaître que pendant 36 heures ces ogives avaient disparu de l'inventaire officiel. C'était la première fois, depuis 1968, qu'il était révélé que des ogives atomiques avaient été transportées sur un bombardier américain. Le personnel affecté aux munitions responsable de cette erreur en a été temporairement suspendu.